# Nitre
Le nitre, autrefois nommé salpêtre ou sel de pierre, est une espèce minérale anhydre composée du cation potassium et de l'anion nitrate correspondant au nitrate de potassium de formule chimique KNO3, appartenant au système cristallin orthorhombique. Ce minéral incolore pur ou blanchâtre de densité 2,2, fragile et tendre de dureté souvent inférieure à 2 sur l'échelle Mohs, transparente à éclat vitreux, se trouve le plus souvent dans les contrées désertiques, mais aussi en neige blanche incrustées ou en efflorescence sur les murs nitrifiés et abrités des intempéries lavantes de certaines constructions, sur les parois les caves ou autres parois nitrifiées de cavernes souvent asséchées, mais autrefois humides.
Il s'agit d'un des dix minéraux classifiés nitrates les plus connus, avec par exemple la nitronatrite, la nitrammite, la gwihabaïte, la nitromagnésite, la nitrocalcite, la nitrobarite... Mélangé à un corps chimique réducteur, comme la poudre de charbon de bois, il explose à la chaleur.

## Historique de la description et de l'appellation
Le terme provient de l'égyptien ancien neter (nṯr(ĵ). L'origine égyptienne ancienne du terme grec nitron à l'origine du mot latin nitrum est commune à celle du natron, apparemment comme si les anions carbonates et nitrates étaient interchangeables si les cations sont formés par des ions chimiques alcalins tels que sodium ou potassium ou par l'ion ammonium.
Le mot ancien français nytre attesté au XIIe siècle est un dérivé du mot latin nitrum, lui-même signifiant comme le grec un rassemblement d'alcalis incluant la soude et la potasse, la matière carbonatée étant assimilée à de la matière nitratée. Les savants de l'Antiquité savaient fixer ou transformer le salpêtre ou nitre en alcali minéral ou soude par le moyen du charbon. L'étape de mutation comportait une détonation ou explosion. Les alchimistes du monde arabo-persan, puis du monde méditerranéen du Moyen Âge semblent avoir délaissé cette catégorie vague de rattachement pour caractériser uniquement un salpêtre ou sel de pierre spécifique, qui, précocement purifié, correspond à l'aphronitre ou nitrate de sodium.
Les minéralogistes considèrent les gisements très anciens de nitre ou salpêtre amassé d'abord en efflorescence puis en encroûtements épais sur les parois des cavités abrités ou des cavernes préhistoriques comme caractéristiques.
En minéralogie francophone, salpêtre et nitre sont précocement synonymes.

## Cristallochimie
Les cristaux aciculaires dévoilent une structure aragonite, où l'anion nitroxyle remplace l'anion carbonate, et le cation potassium l'anion calcium. Le groupe de l'aragonite, qui partage de nombreuses caractéristiques de symétrie cristalline et d'habitus cristallochimiques, comprend aussi la witherite, la strontianite et la cérussite.
L'atome d'azote est entouré par trois atomes d'oxygène : la structure ionique formée est un étroit triangle plat NO3− très similaire au groupe ionique carbonate CO32− ou borate simple BO33−. Néanmoins la structure nitrate est plus dense du fait de la taille plus petite de N et bien mieux stabilisé à cause de la plus forte liaison chimique NO. Il est bien plus facile de décomposer l'anion carbonate que l'anion nitrate.
Les cristaux peuvent être prismatiques ou rhomboédriques.

## Propriétés physico-chimiques, toxicologie
La densité mesurée à 10,6 °C équivaut à 2,11. Le nitre est fusible, le test de flamme est caractéristique, donnant une couleur violette caractéristique des ions potassium. 
Le nitre, qui n'est pas deliquescent comme la nitronatrite, est soluble dans l'eau. Ce dernier solvant pur peut contenir jusqu'à 357 g l−1 à 25 °C. 
Sa solubilité pour 100 g d'eau pure croît avec le facteur température, elle passe de 13,3 g à 0 °C, à 246 g à 100 °C. Si le nitre reste insoluble dans l'éthanol pur, il demeure très légèrement soluble dans l'alcool à 95 %, soit 0,1 g à 0 °C.
Il est soluble dans la glycérine. 
Il s'agit d'une matière comburante, activant toute combustion. La matière poudreuse reconnue de tous temps toxique est irritante pour les muqueuses et surtout les yeux. L'inhalation irrite les voies respiratoires, à forte doses elle provoque de façon aiguë convulsions, tachycardie, dyspnée... elle peut entraîner de manière chronique des problèmes respiratoires et cardiaques. L'ingestion accidentelle provoque une puissante réaction du système digestif global avec nausée, vomissement et diarrhée... Les doses létales médianes par kilogramme de chair de mammifères sont typiquement de quelques grammes. L'action toxique est causée évidemment par l'anion nitrate.
Le nitromètre est un appareil qui permet d'estimer le taux de nitre.

## Gîtes et gisements
Le nitre, de couleur la plus souvent blanche décolorée par les impuretés,  est habituellement en croûtes, en efflorescences soyeuses parfois grise, recelant parfois des éléments pseudo-hexagonaux, mais aussi en masses grenues ou terreuses.

### Gîtologie et minéraux associés

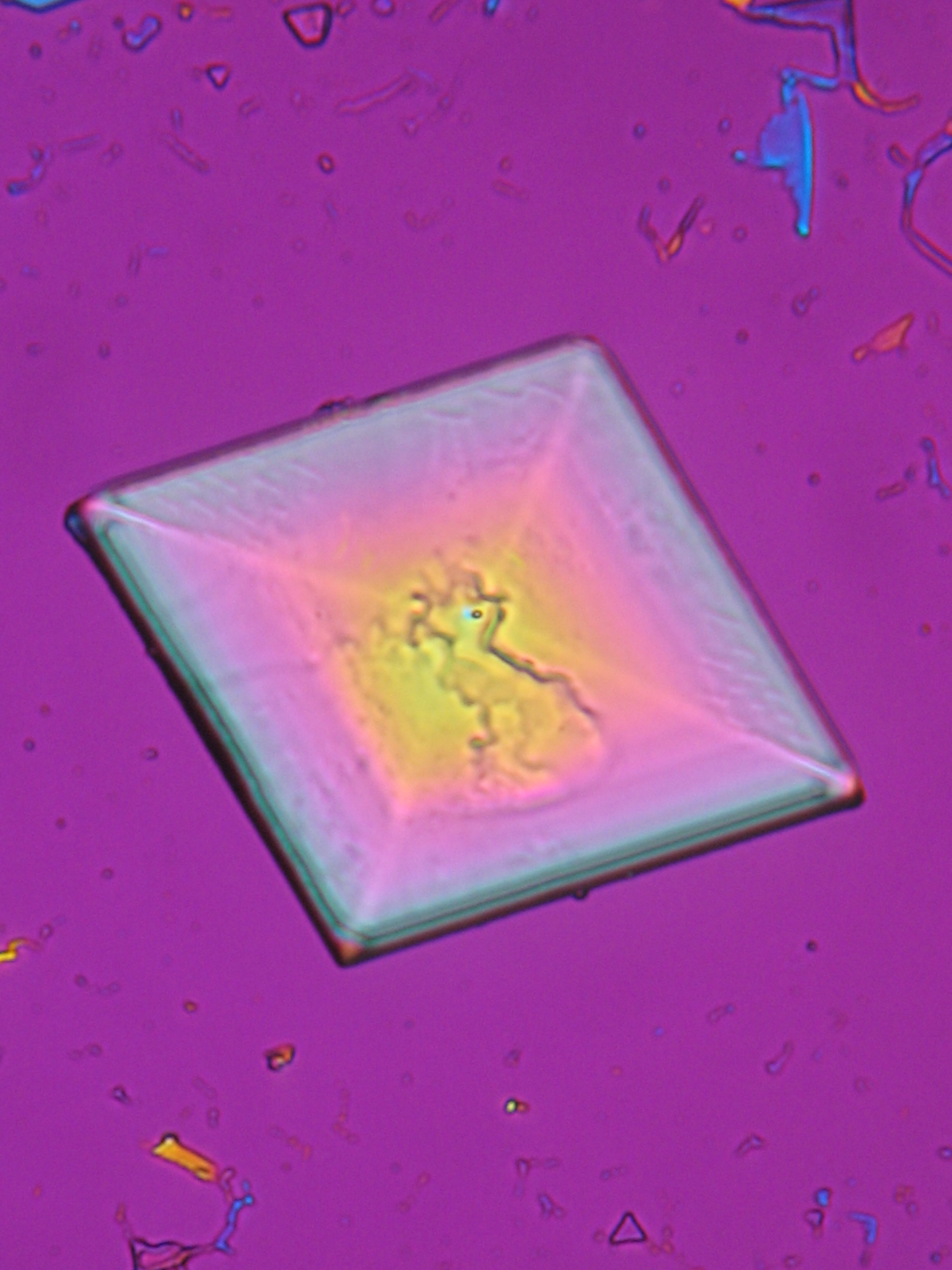
Cristal de nitre sous microscope polarisant

Il est associé à d'autres nitrates dans les régions désertiques. 
Il imprègne les sols chargés en matières organiques. Il peut former également des croûtes ou des efflorescences sur les sols arides. Il s'agit d'un des composants minoritaires des nitrates de Chili, à base de nitronatrite, qui était autrefois dénommés salpêtre du Chili. Les gisements épars des réseaux de grottes calcaires du Kentucky et du Tennessee sont considérés comme un topotype potentiel aux États-Unis.
Minéraux associés sur les parois : calcite, dolomie
Minéraux associés dans les régions arides : nitronatrite, autres minéraux d'évaporites

### Gisements abondants ou caractéristiques

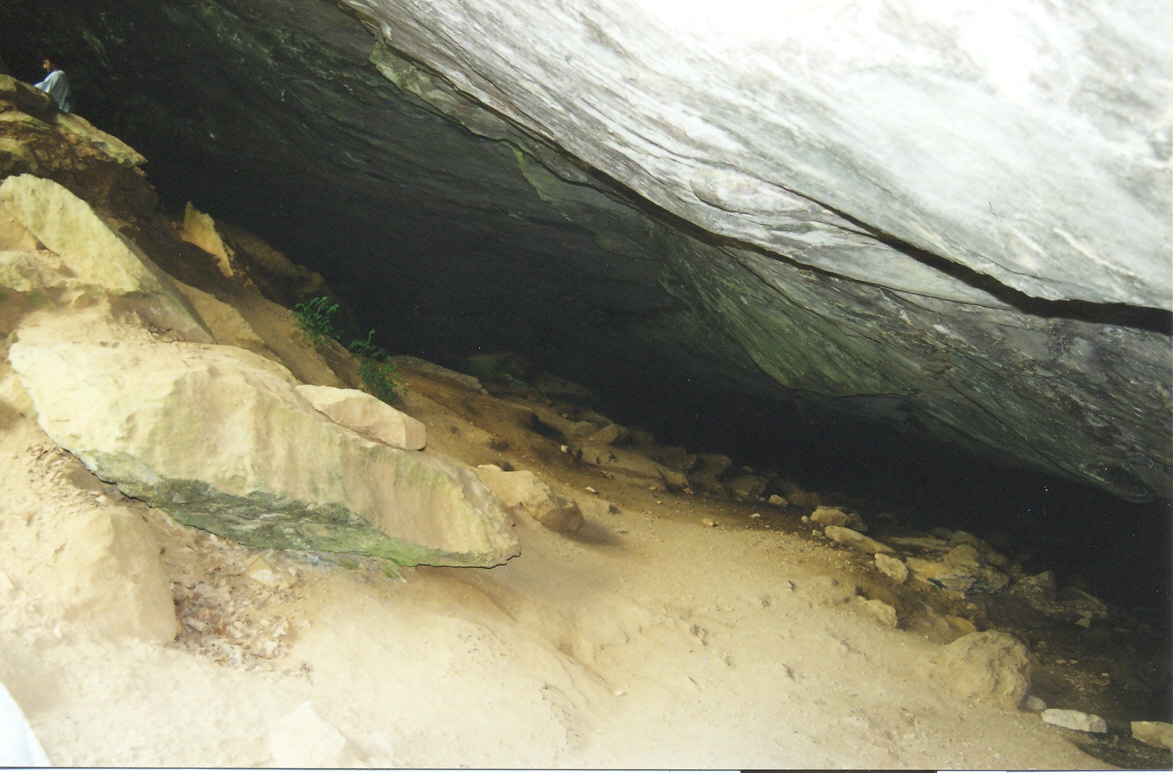
Grotte à paroi blanchâtre de salpêtre en Virginie

- Bolivie
- Chili
- Égypte
- États-Unis

Buffalo River Valley, comté de Searcy, Arkansas
Kentucky
Nouveau-Mexique
Tennessee
- Espagne
- Inde
- Iran
- Italie
- Russie
- Sri Lanka

...
- région du golfe persique

## Usages
Les principaux usages du nitre (ou salpêtre) sont :
- dans les fertilisants et engrais anciens ;
- les armements anciens : poudre noire des poudreries ou des poudrières, et autres salpêtrières ;
- la chimie ancienne des dérivés nitrés.